# Dungus (Cerme)
Dungus is een bestuurslaag in het regentschap Gresik van de provincie Oost-Java, Indonesië. Dungus telt 2732 inwoners (volkstelling 2010).